# The Page
The Page (скор. PG) — українське ділове інтернет-видання. Спеціалізується на економічних, фінансових, корпоративних та інших, пов'язаних з діловою тематикою подіях, проводить аналіз і дає прогнози розвитку ситуації. Матеріали публікуються українською та англійською мовами.

## Історія
Видання The Page створила у 2019 році команда журналістів, що раніше працювала у бізнесових виданнях.
27 травня 2019 року відбувся публічний запуск The Page на домені thepage.com.ua. У грудні того ж року сайт видання переїхав на домен thepage.ua.
Після початку повномасштабної війни видання втратило приблизно 80-90% доходів від рекламних контрактів, також відбулися зміни у команді редакції, зокрема головний редактор The Page Андрій Юхименко полишив команду заради волонтерства. У травні 2022 року видання об’єднало редакцію з медіа про ІТ та підприємництво SPEKA. CEO SPEKA Катерина Венжик стала шеф-редакторкою The Page. У листопаді 2023 року Катерина Венжик залишила проєкт.  
Головний редактор — Олексій Батурін. 

## Формат
Видання публікує матеріали про головні економічні події в Україні та світі,  бізнес-кейси, які повʼязані з найбільшими кризами, як-от пандемія Covid-19 чи повномасштабна війна росії проти України, аналізує тренди міжнародної політики, що впливають на Україну, її боротьбу за визнані світом кордони та подальший розвиток держави.
Медіа публікує колонки та коментарі експертів, бізнесменів, представників влади, які допомагають проаналізувати поточні тренди та події. 
Також на сайті The Page є розділ «Рейтинги», який допомагає читачам краще розібратися у показниках українського експорту та імпорту, військової допомоги, що надають Україні, бізнесу та промисловості та інших даних, які зазвичай важко зібрати з новин чи коментарів.